# الیبتانگ
الیبتانگ (به لاتین: Alebtong) یک منطقهٔ مسکونی در اوگاندا است که در بخش الیبتانگ واقع شده‌است.

## خصوصیات
الیبتانگ ۱۵٬۱۰۰ نفر جمعیت دارد و ۱٬۱۰۰ متر بالاتر از سطح دریا واقع شده‌است.